# Halecia impressipennis
Halecia impressipennis es una especie de escarabajo del género Halecia, familia Buprestidae. Fue descrita científicamente por Lucas en 1857.